# Anders Carlsson (agent)
Anders Carlsson, född 18 november 1973, är en svensk spelaragent för fotbollsspelare. Han var dessutom ordförande i Västerås SK mellan 2006 och 2010.
Han representar för närvarande Lucas Bergvall i Tottenham och Martin Ödegaard i Arsenal i sin roll som Vd i Nordic Sky. 
Han har tidigare representerat landslagsspelare som Zlatan Ibrahimović (2002–2003), John Guidetti, Sebastian Larsson, Tomas Antonelius, Fredrik Stoor, Matias Concha,[källa behövs] Mikael Dorsin, Daniel Sjölund, Kennedy Bakircioglu, Sharbel Touma, Daniel Majstorovic och Teddy Lucic.
Han upptäckte argentinska landslagsmittfältaren Maxi Rodriguez när denne spelade i Newell's Old Boys och sålde honom sedermera till RCD Espanyol. Maxi López och Leonardo Ponzio är andra argentinska spelare som Carlsson representerat.[källa behövs] Anders Carlsson äger agentfirman Nordic Sky (NSKY)tillsammans med Per Jonsson.,